# Ophiomitrella globifera
Ophiomitrella globifera is een slangster uit de familie Ophiacanthidae.
De wetenschappelijke naam van de soort werd in 1896 gepubliceerd door René Koehler.